# Bölverk Arnorsson
Bölverk Arnorsson (Bǫlverkr Arnórsson) var en isländsk furstelovskald verksam under 1000-talets första hälft. Ytterst litet är känt om hans liv. Han kom från ett fattigt hem i Svarfaðardalen på norra Island. Hans bror var Tjodulf Arnorsson, kung Harald Hårdrådes högst ansedde hovskald. Även Bölverk upptogs i Haralds hird och är i Skáldatal omnämnd som en av dennes skalder, men det enda som bevarats av hans verk är sex fullstrofer och två halvstrofer ur en drapa om kungen. De flesta av dessa verser beskriver Haralds krigiska bedrifter i Grekland; de två sista stroferna nämner Haralds hemkomst till Norge och förlikningsmötet med Magnus den gode samt krigståget mot Danmark 1048.